# Grégory Cojean
Grégory Cojean (* 13. August 1977) ist ein französischer Handballtrainer.

## Karriere
Seit dem Jahr 2005 ist Cojean in verschiedenen Positionen beim französischen Erstligisten HBC Nantes beschäftigt. Von 2005 bis 2016 war er Trainer der zweiten Mannschaft. Im Jahr 2006 war er an der Gründung des Trainingszentrums beteiligt, dessen Management er anschließend übernahm. Von 2009 bis 2016 war er parallel Assistenztrainer von Thierry Anti bei der ersten Mannschaft in der Ligue Nationale de Handball. Gemeinsam mit Anti gewann man 2015 die Coupe de la Ligue und erreichte das Finale im EHF-Pokal 2012/13 und im EHF-Pokal 2015/16. Von 2016 bis 2019 konzentrierte er sich auf das Trainingszentrum. Ab 2019 war er Sportdirektor des Vereins. Zusätzlich wurde er Co-Trainer von Alberto Entrerríos. 2021 gewann man die Coupe de France.
Seit 2022 ist Cojean Cheftrainer beim HBC. In der Saison 2022/23 gewann er den Trophée des Champions sowie in den Spielzeiten 2022/23 und 2023/24 die Coupe de France.